# Гонт, Женевьев
Женевьев Вильгельмина Гонт (нидерл. Genevieve Wilhemina Gaunt, род. 13 января 1991, Лондон, Англия) — британская-нидерландского актриса .

## Биография
Женевьев училась в школе Годолфин и Латимер в Лондоне. В 2013 году окончила Кембриджский университет.
Родители Женевьев — актёры голландец Фредерик де Грот и англичанка Фиона Гонт. Именно они стали стимулировать девочку сниматься в кино.
Актёрские способности открылись в 13 лет, когда она прошла кастинг на роль Пэнси Паркинсон в третьем фильме о Гарри Поттере — «Гарри Поттер и узник Азкабана». В заключительных частях Поттерианы её заменила другая актриса — Скарлетт Бирн.
В 2014 году сыграла одну из центральных ролей в триллере «Лицо ангела» режиссёра Майкла Уинтерботтома. С 2015 по 2018 снималась в сериале «Члены королевской семьи». В 2019 сыграла роль Изабеллы Французской в телесериале «Падение Ордена».

## Фильмография
| Год       |     | Русское название              | Оригинальное название                    | Роль                         |
| --------- | --- | ----------------------------- | ---------------------------------------- | ---------------------------- |
| 2004      | ф   | Гарри Поттер и узник Азкабана | Harry Potter and the Prisoner of Azkaban | Пэнси Паркинсон              |
| 2008      | с   | Биение сердца                 | Heartbeat                                | Вивьен Миддлтон              |
| 2008      | с   | Ожившая книга Джейн Остин     | Lost in Austen                           | Джорджиана Дарси             |
| 2009      | с   | Работницы                     | Land Girls                               | Сьюзен Сайкс                 |
| 2010      | кор | Между тобой и мной            | Between You & Me                         | Элеанор                      |
| 2011      | кор | Там есть я                    | There I Am                               | Рут                          |
| 2011      | ф   | Хиппи Хиппи Шейк              | Hippie Hippie Shake                      | Труди                        |
| 2012      | кор | Конец                         | The End                                  | Мадлен                       |
| 2014      | ф   | Лицо ангела                   | The Face of an Angel                     | Джессика Фуллер              |
| 2014      | кор | Фэлкон                        | Falcon                                   | Мартина                      |
| 2015      | с   | Отец Браун                    | Father Brown                             | юная Эвелин                  |
| 2015—2018 | с   | Члены королевской семьи       | The Royals                               | Вильгельмина (Уиллоу) Морено |
| 2016      | ф   | Влюблённые дети               | Kids in Love                             | Иззи                         |
| 2017      | ф   | Дасти и я                     | Dusty and Me                             | Крисси                       |
| 2017      | с   | Страйк                        | Strike                                   | Триша                        |
| 2018      | ф   | Гонка века                    | The Mercy                                | Мисс Тинмут                  |
| 2019      | с   | Падение Ордена                | Knightfall                               | принцесса Изабелла           |